# Sweetlo
SWEETLO — український рок-гурт.

## Історія
Гурт SWEETLO утворився в жовтні 2008 року на основі гурту Gorod Solntsa (2001—2008), який змінив вокаліста і барабанщика, а також звучання і назву.
У 2009 році гурт написав саундтреки до двох фільмів українського телережисера Сергія Долбілова: «Пусть Так» (присвячений Помаранчевій революції, прем'єра на інтернет-порталі «Українська Правда»), «Вірю Я: Історія однієї перемоги» (присвячений перемозі «донецького Шахтаря» в Кубку УЄФА–2009, прем'єра на «телеканалі Інтер»).
У 2010 році записали перший альбом.
В 2010–2011 роках — офіційний музичний партнер Ліги змішаних єдиноборств «М-1 Україна» (мікс-файт).
В 2011–2012 роках — організатор двох фестивалів «Joy Division Fest» (пам'яті Яна Кертіса — вокаліста культового пост-панк гурту).
2011 рік — учасник і організатор концерту проти руйнування історичної частини Києва на базі «Мистецької платформи».
Наприкінці 2011 року відбулась зміна складу гурту.
2012 рік — учасник концерту «Культура проти» в рамках акції проти забудови Пейзажної Алеї у Києві, учасник першого за 25 років концерту пам'яті жертв Чорнобильської трагедії в місті Чорнобиль.
2013 рік — учасник громадянської кампанії «Свободу Павличенкам» з піснею «Захищайся (волю чесним)».
2013—2014 роки — активний учасник Євромайдану (вокаліст був співведучим сцени).
SWEETLO — переможець і учасник фестивалів «Фортеця», «Червона Рута», «Біле озеро», «БаРоко», «Славське Рок», «Бандерштат», «Гогольfest», «Вудсток» та ін. Також гурт на постійній основі співпрацює з кількома благодійними організаціями та бере участь в соціальних проектах.
Гурт випустив 2 повноформатні альбоми і 2 сингли, зняв кліп та 2 музичні відео.

## Склад
- Богдан Буткевич — спів, гітара, слова
- Сергій Двірник — гітара
- Олег Дорофєєв — бас
- Валентин Богданов — барабани, перкусія

## Дискографія

### Платівки
- «#1» (2010)
- «Свобода» (2014)

### Окремки
- «Подаруй мені диво» (2012)
- «Я-Романтика» (2012)

## Відео

### Виднограї
- «Goodbye, Ленін!» (2010)  [Архівовано 31 травня 2014 у Wayback Machine.]
- «Новий день» (2011)  [Архівовано 2 серпня 2014 у Wayback Machine.]

### Музичні відео
- «The Fall Time Sorrow» (2011)  [Архівовано 3 квітня 2016 у Wayback Machine.]
- «Я-Романтика» (2012)  [Архівовано 2 серпня 2014 у Wayback Machine.]